# Topaza pyra
El colibrí ígneo (Topaza pyra), también denominado topacio de fuego (en Perú), topacio fuego (en Ecuador), topacio candela colimorado (en Venezuela), topacio candela de cola morada  o topacio fúlgido (en Colombia), es una especie de ave apodiforme de la familia Trochilidae, una de las dos pertenecientes al género Topaza. Es nativo de América del Sur, en el noroccidente de la cuenca del Amazonas.

## Distribución y hábitat

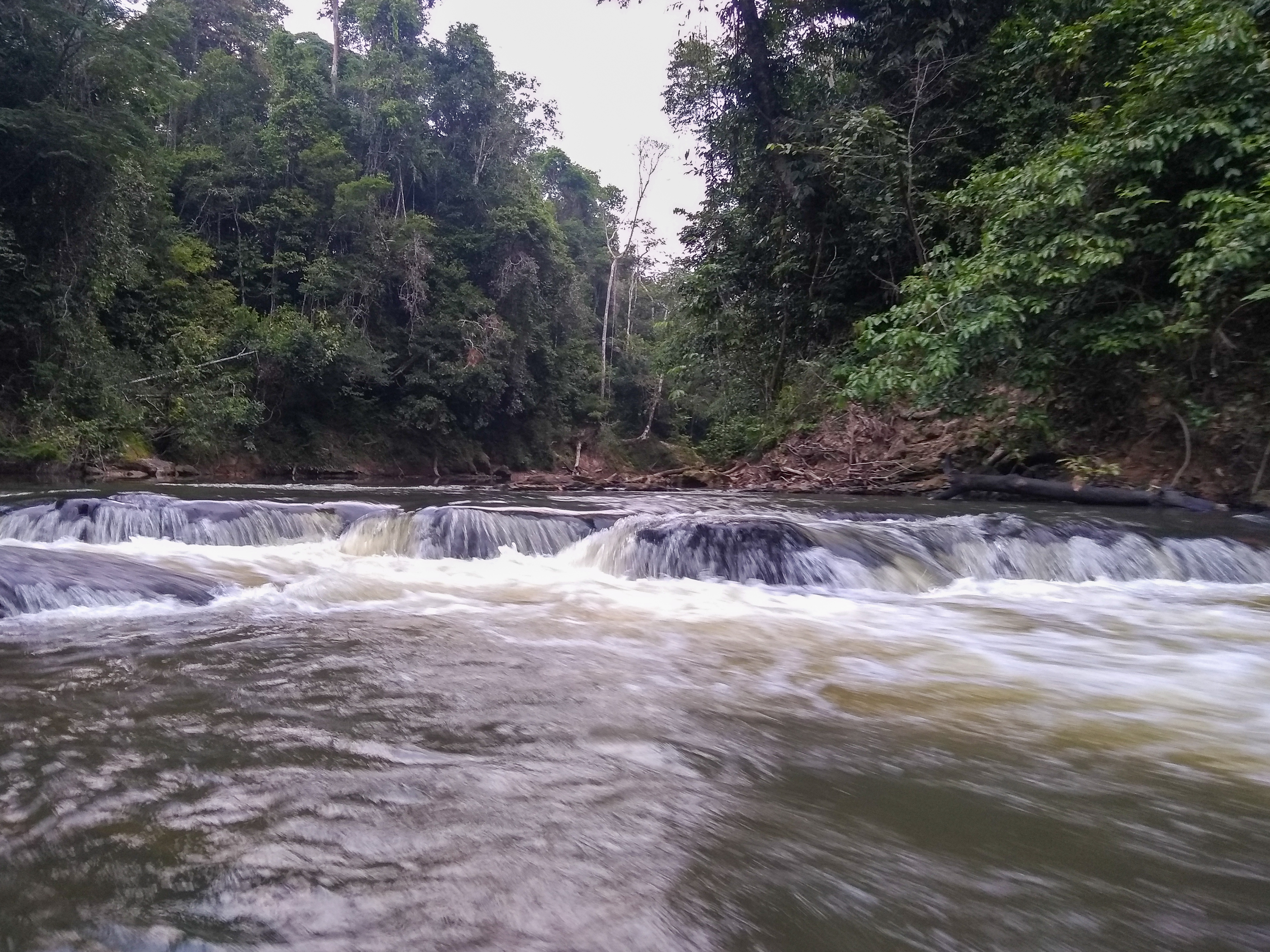
Alto río Moa, Parque nacional de la Sierra del Divisor, Acre, Brasil, ejemplo de hábitat de la especie.

Se distribuye desde el sureste de Colombia, por el este de Ecuador, noreste de Perú, sur de Venezuela y noroeste de la Amazonia brasileña.
Esta especie es considerada localmente común —o frecuentemente dada como rara debido a sus hábitos discretos en la copa de los árboles— en sus hábitats naturales: las selvas húmedas de tierras bajas (incluyendo aguajales de terra firme, y campinaranas de suelo arenoso, especialmente en las márgenes de cursos de aguas oscuras, en áreas rocosas con pequeñas cascadas y en pantanos con palmeras Mauritia, pero también, más localmente, en corrientes de aguas claras. por debajo de los 400 m de altitud.

## Sistemática

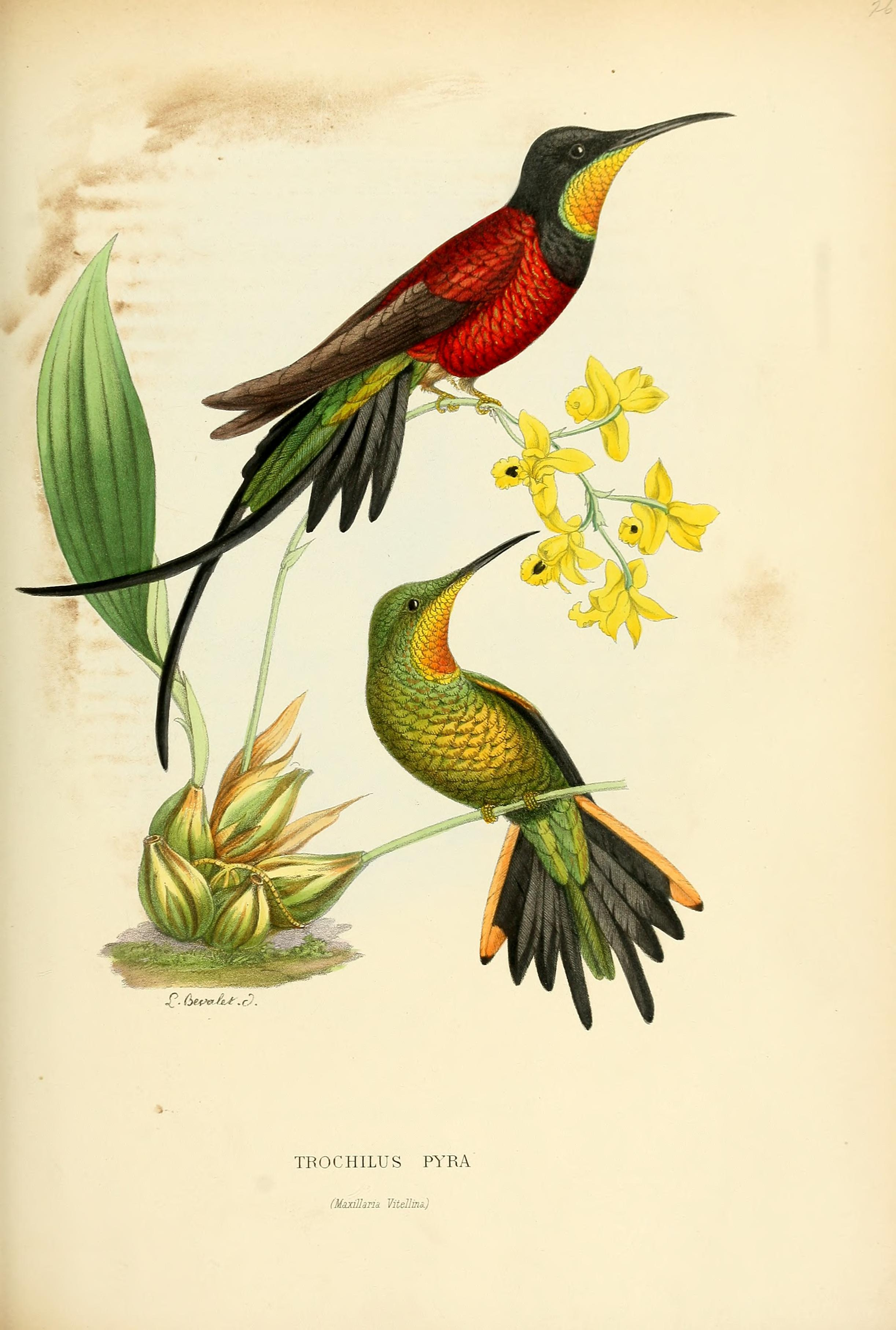
Trochilus pyra macho (arriba), hembra (abajo), ilustración de Louis Victor Bevalet en Histoire naturelle des oiseaux-mouches, ou, Colibris constituant la famille des trochilidés, 1861.

### Descripción original
La especie T. pyra fue descrita por primera vez por el ornitólogo británico John Gould en 1846 bajo el nombre científico Trochilus (Topaza) pyra; su localidad tipo es: «Río Negro, Brasil».

### Etimología
El nombre genérico femenino «Topaza» deriva del latín «topazus» que significa ‘topacio’, ‘verde jaspe’; y el nombre de la especie «pyra», proviene del griego «pura» que significa ‘fuego’, ‘pira’.

### Taxonomía
La presente especie ya fue tratada como una subespecie de Topaza pella debido a la similitud de la morfología, inclusive se llegó a proponer al Comité de Clasificación de Sudamérica (SACC) el tratamiento como una única especie en la Propuesta No 170, que fue rechazada debido a las notables diferencias de plumaje y al hecho de que las especies son casi parapátricas en el sur de Venezuela, sin señales de intergradación.

### Subespecies
Según las clasificaciones del Congreso Ornitológico Internacional (IOC)  y Clements Checklist/eBird  se reconocen dos subespecies, con su correspondiente distribución geográfica, a pesar de que los límites entre las subespecies no están claramente definidos.
- Topaza pyra amaruni Hu, Joseph & Agro, 2000[9] – este de Ecuador ay noreste de Perú (Loreto, Ucayali).
- Topaza pyra pyra (Gould, 1846) – sur de Venezuela (Amazonas), sureste de Colombia y noroeste de Brasil.